# Huy chương Copley

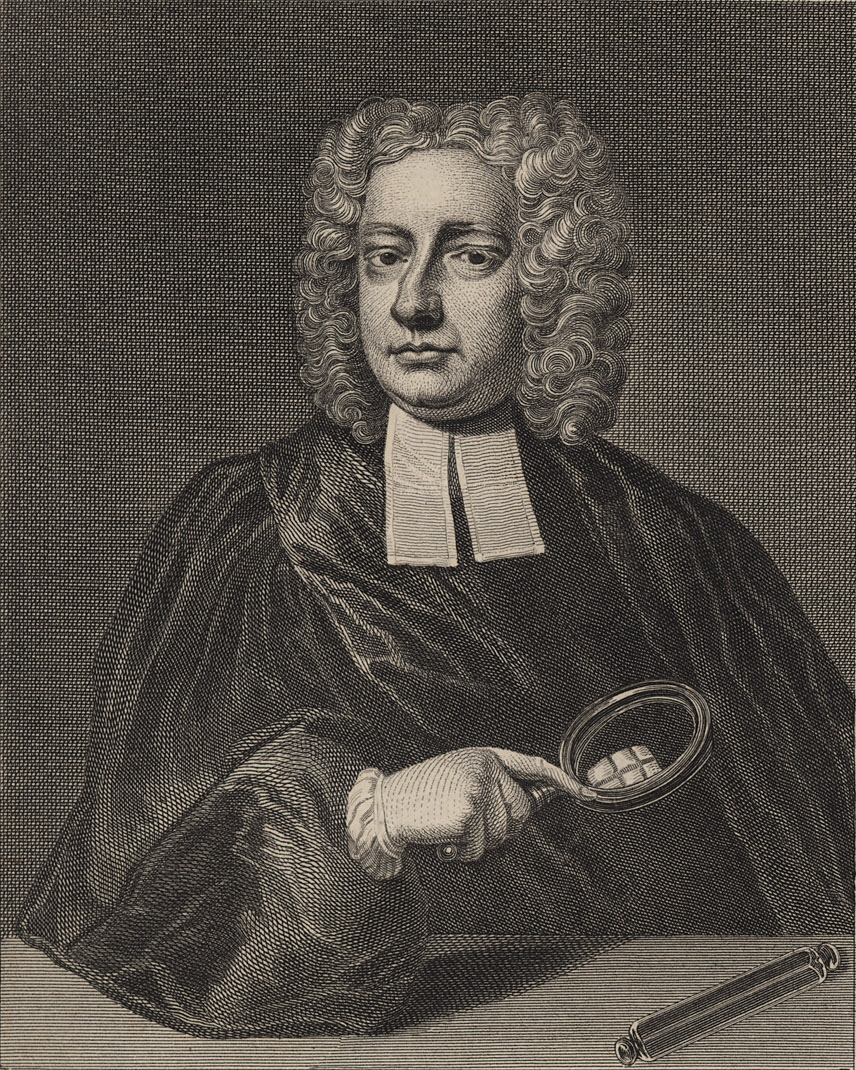
John Theophilus Desaguliers, người duy nhất giành huy chương này 3 lần, nhiều hơn bất kỳ ai khác

Huy chương Copley là một giải thưởng khoa học do Hội Hoàng gia Luân Đôn trao tặng cho "thành tích xuất sắc trong bất kỳ lĩnh vực nào của khoa học". Được trao hàng năm kể từ 1731 với người nhận giải đầu tiên là Stephen Gray, đây là giải thưởng lâu đời mà Hội Hoàng gia vẫn còn trao, và có lẽ là giải thưởng khoa học lâu đời nhất trên thế giới. Giải thưởng hiện nay là một huy chương bạc mạ vàng cùng với 5000 bảng Anh. Giải thưởng này được trao cho nhiều nhà khoa học nổi tiếng, người Anh cũng như ngoại quốc, bao gồm 52 nhà khoa học được giải Nobel (17 Nobel Vật lý, 21 Nobel Y học, 14 Nobel Hóa học). Dorothy Crowfoot Hodgkin là người phụ nữ đầu tiên và duy nhất từng nhận giải này.